# 허먼 칸
허먼 칸(Herman Kahn, 1922년 2월 15일 ~ 1983년 7월 7일)은 미국의 물리학자이자 허드슨 연구소(Hudson Institute)의 창립 멤버로, 20세기 후반의 대표적인 미래학자 중 한 명으로 평가받는다. 그는 원래 랜드 연구소(RAND Corporation)에서 근무하며 군사 전략가이자 시스템 이론가로 명성을 얻었다. 칸은 냉전 시기 핵전쟁의 가능성 있는 결과를 분석하고, 생존 가능성을 높이기 위한 방안을 제안했다. 그는 1960년 저서 『열핵전쟁에 대하여(On Thermonuclear War)』에서 "승리 가능한" 핵전쟁이라는 개념을 제시했으며, 이로 인해 스탠리 큐브릭의 고전 블랙 코미디 영화 『닥터 스트레인지러브(Dr. Strangelove)』의 주인공에 대한 역사적 영감을 제공했다.영화 『페일 세이프(Fail Safe)』의 감독 시드니 루멧은, 코멘터리에서 교수 그로테셸레(Groeteschele) 캐릭터 역시 허먼 칸을 모델로 했다고 언급했다.칸의 이론은 당시 미국 내 핵전쟁 관련 대중문화에도 영향을 끼쳤으며, 영화 《페일 세이프》(Fail Safe) 등에서 그 영향을 찾아볼 수 있다. 칸의 이론은 미국의 핵전략 발전에 기여했다.

## 초기 생애와 교육
Kahn은 Yetta(옛 성은 Koslowsky)와 재단사인 Abraham Kahn의 세 아들 중 한 명으로 뉴저지주 Bayonne에서 태어났다. 그의 부모는 폴란드에서 온 유대인 이민자였다. 그는 브롱크스에서 자랐고 1932년 부모가 이혼한 후 로스앤젤레스로 이사했다. 그는 로스앤젤레스의 빈곤 속에서 자랐고 그의 어머니는 아이들을 부양하기 위해 사회 복지에 의존했다.
유대인으로 자랐지만 나중에는 무신론자로 확인되었다.Kahn은 1940년 Fairfax 고등학교를 졸업하고 1943년 5월 미국 육군에 입대하여 제2차 세계 대전 중 버마 전역에서 비전투원으로 전화선 요원으로 복무했다. 그는 제2차 세계 대전에 참전하지 않았다.
그는 UCLA에서 이학 학사 학위를 받았고 재정적 어려움으로 인해 이학 석사 학위를 중퇴하기 전에 잠시 Caltech에 다녔다. 그는 동료 물리학자 Samuel Cohen에게 영입된 후 수학자로 RAND Corporation에 입사했다.그는 Lawrence Livermore National Laboratory에서 수소 폭탄 개발에 참여했다.익명의 정보 제공자가 연방수사국(FBI)에 그를 공산주의자로 고발하면서 그의 작업은 단축되었다.익명의 고발자는 FBI에 보낸 서명 없는 편지에서 Kahn이 공산주의 전면 조직의 일원이며 공산주의적 성향을 가지고 있다고 비난했고 그를 소련 스파이로 고발했다.FBI 수사의 결과, Kahn은 수소 폭탄 작업에 대한 보안 허가를 잃었고, 이로 인해 그는 자신을 부양하기 위해 RAND Corporation에 전업으로 전환해야 했다.FBI가 칸이 공산주의자라는 주장이 칸을 싫어하는 악의적인 동료의 소행이라고 결론내렸기 때문에 그는 무혐의 판결을 받았지만, 그의 보안 허가는 회복되지 않았다.칸은 미국 시민 자유 연맹(ACLU)과 미국 민주 행동 연대(Americans for Democratic Action)의 회원이었던 진보주의자였다.1940년대 후반에서 1950년대 초반의 적색 공포(Red Scare) 기간 동안, 보수주의자들이 종종 "공산주의에 관대하다"고 비난했던 미국 진보주의자들은 그러한 비난을 반박하기 위해 매우 공격적인 반공주의적 입장을 취했다. 칸은 그러한 사례 중 하나였다. 그는 진보주의자로서 "공산주의에 관대하다"는 주장에 반박하기 위해 극단적인 반공주의적 입장을 취했다.

## 냉전 이론
칸의 주요 공헌은 냉전 기간 동안 게임 이론을 응용하여 "생각할 수 없는 것", 즉 핵전쟁을 숙고하기 위해 개발한 여러 전략이었다. 칸은 종종(피에르 왁과 함께) 시나리오 플래닝의 아버지로 언급된다. 칸은 억지력을 주장했고, 소련이 미국이 2차 공격 능력을 보유하고 있다고 믿는다면 더 큰 억지력을 제공할 것이라고 믿었으며, "전쟁과 억지력의 본질과 실현 가능성"이라는 제목의 논문에서 이를 언급했다. 칸은 민방위를 강력히 지지했으며, 정부가 소련과의 핵 공격에서 가능한 한 많은 미국인이 생존할 수 있도록 전국에 지하 대피소 네트워크를 구축할 것을 촉구했다. 칸은 그러한 벙커 네트워크가 존재한다면 소련이 핵무기로 공격할 가능성이 낮아질 것이며, 제3차 세계 대전이 발발한다면 미국인 사망자 수를 3천만 명에서 1천만 명으로 제한할 수 있다고 주장했다. 칸은 미국이 전쟁을 예방하는 최선의 방법으로 핵전쟁을 할 수 있고 그럴 의지가 있다는 것을 보여줘야 한다고 생각했다.
아이젠하워 행정부가 핵전쟁을 대비한 민방위 프로그램 계획을 거부한 방식에 불만을 품은 칸은 1959년 랜드 연구소에서 휴가를 내고 전국을 돌며 민방위 문제에 대한 강연을 했다. 랜드 연구소에서 근무했던 대부분의 지식인들이 지루하고 건조한 말투로 악명 높았던 것과 달리, 칸은 미국 역사가 알렉스 아벨라의 말처럼 "쇼맨"이었으며, 그의 카리스마, 매력, 유머 감각, 그리고 화려한 말투로 많은 청중을 모았다. 칸의 스타일은 핵전쟁의 대가를 정면으로 마주하는 것이었다. 그는 한 강연에서 이렇게 선언했다. "소련의 침략에 대한 처벌로 1억 8천만 명이 죽는다는 대가가 너무 크다면, 우리는 어떤 대가를 기꺼이 치르겠습니까?"
그러나 칸의 강의는 때때로 그가 의도한 것과 반대의 효과를 낳았다. 그는 핵전쟁이 수억 명의 사람들을 죽일 것이라고 솔직하게 말했고, 이는 사람들에게 핵무기를 금지해야 한다고 설득하는 효과가 있었는데, 이는 칸의 의도가 아니었다.그러나 칸의 유머 사용, 카리스마, 핵전쟁의 비용에 대한 그의 잔인할 정도로 솔직한 이야기는 종종 청중을 그의 관점으로 이끌었다. 칸이 당시 다른 많은 사람들이 했던 것처럼 핵전쟁의 비용을 축소하거나 완곡어법을 사용하지 않았다는 사실은 그에게 진실하고 정직하다는 평판을 주었다.
칸은 강의에서 병적인 농담을 사용한 것에 대해 "저는 상황을 뒤흔들려고 했다. 충격을 주려고 한 것이 아니라, 도발적으로, 때로는 유머러스하게 상황을 설명했다."라고 말했다. 그의 블랙 유머 중 일부는 핵전쟁의 여파로 인간이 흉측한 것으로 변이할 가능성이 있다고 주장하면서 모욕적인 것으로 간주되었고, 이로 인해 그는 "부모가 두 개의 머리를 가진 아이를 두 배나 더 사랑하는 법을 배우는 것이 가능하지 않을까요?"라는 농담을 했다. 모든 인간 행동을 성적 동기로 설명하려는 성 정신 분석의 유행 이론을 반영하여, 칸은 공군 장교 그룹에게 한 강의에서 "신사 여러분, 여러분은 전쟁 계획이 아니라 전쟁 희열을 가지고 있습니다!"라고 농담했다. 핵전쟁으로 수억 명의 사람들이 죽고 생존자들이 흉측한 것으로 변이할 것이라는 칸의 농담 경향은 그가 인간 생명의 가치에 대해 무정하다는 비난으로 이어졌다. 냉정하고 무정하다는 비난에 대해 칸은 핵전쟁 가능성을 고려하는 지도자들에게는 감정이 약점이라고 생각하며, 미국에 필요한 것은 자신과 같이 핵전쟁의 가능성에 대해 냉정하고 계산적인 지도자들이라고 답했다. 칸은 냉정하고 계산적인 지도자가 핵무기 사용에 대해 올바른 결정을 내릴 가능성이 핵 종말의 가능성에 움츠러들어 미국의 안보 이익을 해칠 타협을 하는 감정적인 지도자보다 더 높다고 주장했다. 반대로, 대통령이 지나치게 호전적이고 공격적이며 충동적이어서 마찬가지로 무분별하게 핵전쟁을 시작할 가능성이 항상 있었다.
그의 연구의 기반은 경제와 군사 전략에 적용된 시스템 이론과 게임 이론이었다. 칸은 소련이 억지력을 발휘하려면 미국이 2차 공격 능력을 보유하고 있다는 확신을 가져야 한다고 주장했다. 그렇게 해야만 소련 정치국이 완벽하게 조율된 대규모 공격조차도 소련에 막대한 피해를 입힐 보복 공격의 가능성을 확신하게 될 것이라고 그는 주장했다.
최소한 미국에 대한 적절한 억제력은 소련이 아무리 능숙하고 독창적이더라도 미국에 대한 공격은 소련 시민 사회와 군대에 대한 대규모 파괴의 위험이 매우 높거나 확실하지 않다는 점을 확신시킬 수 있는 소련의 계산에 대한 객관적인 근거를 제공해야 한다.
칸은 글을 잘 쓰지 못했으며, 여러 대필 작가의 도움을 받아 강의 내용을 유명한 책인 『열핵전쟁에 관하여(On Thermonuclear War)』로 바꾸어 1960년에 출판했다. 『열핵전쟁에 관하여』는 랜드 연구소의 여러 동료들을 화나게 했는데, 그들은 칸이 책에서 자신들의 아이디어를 표절했다고 느꼈다. 칸이 『열핵전쟁에 관하여』의 초안을 앨버트 볼스테터에게 제출하여 의견을 구했을 때, 볼스테터는 칸에게 "허먼, 이걸로 할 일은 하나뿐이야. 태워버려!"라고 말했다. 『열핵전쟁에 관하여』에서 칸은 그의 "가장 악명 높은 아이디어"가 된 종말의 날 기계(Doomsday Machine)를 제안했다. 이 컴퓨터는 미국에 핵 공격이 가해지거나 핵 공격을 비활성화하려는 시도가 있을 경우 지구상의 모든 생명을 끝낼 엄청난 양의 수소 폭탄을 터뜨린다. 그는 미국이 억제력 역할을 하는 종말의 기계(Doomsday Machine)를 보유하고 있다면 아무도 미국을 공격하려 하지 않을 것이라고 주장했다. 종말의 기계는 평화를 유지할 것이다. 그러나 그는 컴퓨터의 몇 가지 "코딩 오류"로 인해 우연히 종말의 기계가 작동할 가능성이 항상 있다고 인정했다. 칸은 존 포스터 덜레스 국무장관이 주창한 아이젠하워 행정부의 "대규모 보복" 안보 교리를 비판하기 위한 사고 실험으로 종말의 기계를 제시했다. 그의 사고 실험에서 칸은 소련이 미국에 핵 공격을 가하고 소련의 미사일과 폭격기가 거의 모두 격추된 후 미국 도시 5곳만 파괴되는 시나리오를 탐구했다. 그럼에도 불구하고 종말의 기계가 작동할 것이다. 미국의 영화감독 스탠리 큐브릭은 『열핵전쟁에 관하여』를 읽고 1960년대 초 칸과 접촉했다. 큐브릭의 1964년 영화 《닥터 스트레인지러브》에 나오는 종말의 기계는 『열핵전쟁에 관하여』의 종말의 기계와 매우 밀접하게 연관되어 있는데, 유일한 차이점은 종말의 기계가 미국이 아니라 소련이었다는 점이다. 그의 민방위에 대한 관심을 반영하여 『열핵전쟁에 관하여』의 가장 긴 부분은 미국이 핵전쟁에서 살아남을 수 있도록 민방위 프로그램을 어떻게 구축할 수 있을지에 전념했다. 그는 지뢰를 대피소로 개조하고 미국인들이 집 아래에 대피소를 짓도록 장려하는 것과 함께 지하 콘크리트 벙커 네트워크를 구축하는 데 약 2,000억 달러를 지출할 것을 촉구했다. 그는 방사능 낙진의 문제를 경시하며 사람들이 대피소에서 생활하면 살아남을 수 있다고 말했고 비교적 소수만이 유전적 돌연변이를 경험할 것이라고 말했다. 칸은 제3차 세계 대전 이후 모든 식품은 방사능 수준에 따라 A, B, C, D, E 등급으로 분류해야 한다고 주장했다. 방사능이 가장 적은 최고 품질의 A등급 식품은 어린이와 임산부에게만 제공된다. B등급 식품은 방사능이 약간 있는 비싼 식품으로 50세 미만의 누구나 구매할 수 있다. 방사능 수준이 더 높은 C등급 식품은 50세 미만의 가난한 사람들을 살려내는 데 사용된다. Kahn이 "대부분의 사람들은 암에 걸리기 전에 다른 원인으로 죽을 것"이라고 썼듯이 방사능 수치가 더 높은 D등급 식품은 50세 이상의 사람들에게만 제공될 것이다. 그리고 방사능이 가장 높은 E등급 식품은 동물에게만 제공될 것이다.
『열핵전쟁에 관하여』에 대한 비평가들의 반응은 엇갈렸지만, 이 책은 출판되자마자 베스트셀러가 되었고, 출판 후 두 달 만에 14,000부가 팔렸다. 『열핵전쟁에 관하여』에 대한 가장 혹독한 반응은 미국의 수학자 제임스 R. 뉴먼이 The Scientific American에 기고한 리뷰였는데, 그는 이 책을 "대량 살인에 대한 도덕 논문: 어떻게 계획하고, 어떻게 저지르고, 어떻게 처벌을 면하고, 어떻게 정당화할 것인가"라고 불렀다. 영국의 철학자이자 수학자인 버트런드 러셀은 『열핵전쟁에 관하여』에 대한 표면적으로 긍정적인 리뷰에서 간접적인 찬사를 보냈는데, 칸이 그의 책에서 핵전쟁 이후의 세계를 다룬 부분에서 핵전쟁을 결코 해서는 안 되는 이유를 생생하고 확실하게 증명했다고 선언했다. 마찬가지로 미국 사회주의자 노먼 토마스는 그의 저서 『열핵전쟁에 관하여』에 대한 리뷰에서 "칸 씨는 인류의 존엄한 존재를 위한 유일한 희망이 세계적 군축이라고 믿는 우리들로부터 주목을 받을 자격이 있다"고 썼다.
1962년에 칸은 16단계의 단계적 확대 사다리를 발표했고, 1965년에는 이를 44단계 사다리로 발전시켰다.
1. 표면적 위기
2. 정치, 경제 및 외교적 제스처
3. 엄숙하고 공식적인 선언
4. 입장의 강화 – 의지의 대립
5. 힘의 과시
6. 상당한 동원
7. "합법적" 괴롭힘 - 반박
8. 괴롭히는 폭력 행위
9. 극적인 군사적 대결
10. 도발적인 외교 관계 단절
11. 매우 준비된 상태
12. 대규모 재래식 전쟁(또는 행동)
13. 대규모 화합물 에스컬레이션
14. 제한적 재래식 전쟁 선언
15. 간신히 핵전쟁
16. 핵 "최후통첩"
17. 제한된 대피(20%)
18. 화려한 쇼 또는 무력 시위
19. "정당화 가능한" 반격 공격
20. "평화로운" 전 세계 금수조치 또는 봉쇄
21. 지역 핵전쟁 - 모범적
22. 제한적 핵전쟁 선언
23. 지역 핵전쟁 – 군사
24. 특이하고 도발적이며 중대한 대응책
25. 대피(70%)
26. 내륙 지역에 대한 시위 공격
27. 군사에 대한 모범적인 공격
28. 재산에 대한 모범적인 공격
29. 인구에 대한 모범적인 공격
30. 완전 대피(95%)
31. 상호 보복
32. "일반" 전쟁의 공식 선언
33. 슬로우모션 카운터-"재산" 전쟁
34. 슬로우모션 반격전
35. 구속력 감소 일제 사격
36. 제한된 무장 해제 공격
37. 회피를 통한 반격 공격
38. 수정되지 않은 반격 공격
39. 슬로우모션 반도시 전쟁
40. 카운터밸류 살보
41. 증강된 무장 해제 공격
42. 민간인 파괴 공격
43. 통제된 일반 전쟁
44. 경련/무감각 전쟁

## 허드슨 연구소
1961년, 칸, 맥스 싱어, 오스카 뤼브하우젠은 허드슨 연구소를 설립했다. 이 연구소는 칸이 당시 살고 있던 뉴욕 크로턴온허드슨에 처음 설립된 싱크탱크였다. 그는 사회학자 대니얼 벨, 정치철학자 레이먼드 아론, 소설가 랄프 엘리슨(1952년 고전 《투명인간》의 저자)을 영입했다.

## 2000년
1967년 허먼 칸과 앤서니 J. 위너는 허드슨 연구소 직원들의 기고와 다니엘 벨의 서문을 담은 『2000년: 향후 33년 예측 프레임워크』(The Year 2000: A Framework for Speculation on the Next Thirty-Three Years)를 출간했다. 이 문서의 표 XVIII에는 "20세기 마지막 3분의 1에 매우 유력한 100가지 기술 혁신"이라는 목록이 포함되어 있다. 처음 10가지 예측은 다음과 같다.
1. 레이저의 다양한 응용
2. 매우 고강도 구조재
3. 새로운 또는 개선된 초고성능 원단
4. 장비 및 가전제품용 신규 또는 개량 소재
5. 새로운 공중 차량( 지상 효과 차량 , 거대 또는 초음속 제트기, VTOL , STOL )
6. 성형 폭발물 의 광범위한 상업적 응용
7. 더욱 안정적이고 장기적인 날씨 예보
8. 열대 농업과 임업의 광범위하고/또는 집약적 확장
9. 고정 설비를 위한 새로운 전원
10. 지상 교통을 위한 새로운 동력원

## 만년
칸의 관점에서 자본주의와 기술은 진보를 위한 거의 무한한 잠재력을 지닌 반면, 우주의 식민지화는 먼 미래가 아닌 가까운 미래에 있었다. 윌리엄 브라운과 레온 마텔과 함께 쓴 칸의 1976년 책 The Next 200 Years는 2176년의 경제 상황에 대한 낙관적인 시나리오를 제시했다. 그는 또한 미국, 일본, 호주 경제의 미래를 추론하는 여러 권의 책과 호평을 받은 1957년 논문집 Techniques of System Analysis를 포함한 시스템 이론에 대한 여러 저서를 썼다. 1968년 칸은 긍정적인 대답을 하는 책 Can We Win In Vietnam?을 출판했다.
칸은 포르투갈이 게릴라 독립 전쟁에 직면하여 앙골라를 유지하는 데 큰 어려움을 겪고 있던 시기에 앙골라에서 포르투갈 식민주의의 인기를 높이기 위한 아이디어를 개발하기 위해 공중 브레인스토밍을 하는 것과 같이 많은 사람들이 기이하다고 여겼던 아이디어를 홍보하기 시작했다. 1969년 9월, 칸은 미국 학자 그룹과 함께 앙골라를 방문하여 포르투갈이 전쟁에서 승리하도록 도울 아이디어를 수집하면서 "비행 싱크탱크"에 참여했다. 칸은 포르투갈 정부의 초청으로 앙골라를 방문한 후 에스토릴에서 열린 회의에서 포르투갈이 전쟁에서 승리할 수 있는 최선의 방법을 찾는 것에 대해 연설했다. 앙골라에서 포르투갈은 1961년부터 1975년까지 세 개의 경쟁 게릴라 운동, 즉 UNITA(앙골라 완전 독립을 위한 국민 연합), FNLA(앙골라 해방을 위한 국민 전선), MPLA(앙골라 해방을 위한 인민 운동)와 싸웠으며, 이로 인해 게릴라의 효율성이 다소 제한되었다. 앙골라 방문이 끝날 무렵, 칸은 포르투갈이 전쟁에서 승리할 것이라고 예측했다. 그는 앙골라인들이 결국 세 개의 게릴라 운동을 지배하는 "소규모 클릭" 중 하나에 지배되는 것보다 식민지로 남는 것이 자신들의 이익이 된다는 것을 깨닫게 될 것이라고 주장했다. 칸은 포르투갈 정부가 게릴라에 대한 지원을 근절하기 위한 방법으로 모든 앙골라인의 이름, 주소, 정치적 견해를 담은 데이터베이스를 구축하기 위해 컴퓨터를 구입해야 한다고 제안했다. 방문 후 작성한 논문에서 칸은 국가 신원 등록을 위한 컴퓨터 구축 계획이 미국 정부에 의해 "너무 권위적"이라는 이유로 거부되었지만, 포르투갈을 통치하는 독재 정권인 에스타두 노보에게는 상당히 실용적이었다고 밝혔다. 칸은 컴퓨터화된 신원 등록에 대한 자신의 제안이 앙골라에서 사용할 수 있는 "최고의 경찰 도구"라고 주장했다. FNLA, UNITA, MPLA 지지자들을 모두 체포할 가능성을 만들어냈기 때문이다. 칸은 또한 앙골라인들이 독립의 꿈을 포기하도록 설득하는 가장 좋은 방법은 경제 개발이라고 제안했으며, 이를 "평소처럼 사업하기", "줄이고 도망치기", "철수하기"의 세 가지 범주로 나누었다. 칸은 "일상적인 사업"을 현재의 경제 흐름을 계속하는 것으로, "단기적 사업"을 비숙련 아프리카 노동력이 운영할 수 없는 산업의 개발로, "일시적 사업"을 대규모 산업의 급속한 발전으로 정의했다. 칸은 마지막 옵션을 선호하며 포르투갈이 콩고 강을 따라 일련의 댐을 건설하여 앙골라에 수력 발전을 제공해야 한다고 주장했다. 그는 이것이 "아프리카 국가[즉, 콩고]와 유럽 지방[즉, 앙골라] 사이의 첫 번째 다리"가 될 것이라고 말했다. 칸은 또한 포르투갈이 앙골라 사람들에게 더 나은 일자리를 제공하는 방법으로 앙골라의 석유 산업 개발과 대규모 목장 사업에 더 집중해야 한다고 권고했다. 칸의 제안은 포르투갈 국가의 재정 능력을 넘어서기 때문에 실행되지 않았다. 칸의 노력에도 불구하고 포르투갈은 1975년에 모든 아프리카 식민지에 독립을 부여했다. 포르투갈 국민이 앙골라, 포르투갈령 기니(현재의 기니비사우), 포르투갈령 동아프리카(현재의 모잠비크) 식민지에 대한 끝없는 전쟁에 지쳐 1974년 카네이션 혁명으로 에스타두 노보 정권이 전복되었고, 새 정부는 즉시 독립을 부여하여 전쟁을 끝내겠다고 약속했고, 이는 다음 해에 이루어졌다.
칸은 또한 1968년부터 브라질 군사 정부를 설득하여 아마존 강 유역 전체를 댐을 건설하고 "남미의 대호"로 개발하는 계획에 관심을 갖게 하려고 시도했다. 이를 통해 남미 전역을 연결하는 수로가 제공될 것이다. 칸은 아마존을 일련의 거대한 인공 호수로 바꾸면 구상된 인공 호수 시스템이 선박을 통해 상품을 운송할 수 있게 되어 운송 비용이 낮아져 남미의 무역이 촉진될 것이라고 주장했다. 칸은 대호를 만들기 위해 아마존 강을 따라 일련의 댐을 건설할 것을 요구했는데, 이를 통해 브라질에 저렴한 수력 발전도 제공할 수 있을 것이다. 특히 칸은 그의 "대호" 프로젝트가 아르헨티나의 부에노스아이레스, 브라질의 상파울루, 우루과이의 몬테비데오와 같은 남미의 산업화되고 발전된 도시와 자원이 풍부하지만 가난한 콜롬비아, 베네수엘라, 에콰도르, 페루, 볼리비아를 연결할 것이라고 주장했다. 그는 또한 대호 프로젝트가 인근 지역 전체에서 벌목, 석유 개발 및 농업을 촉진할 것이라고 예측했다. 마지막으로 그는 아마존의 이전에는 접근이 불가능했던 지역을 개발하면 아마존의 광대한 정글이 똑같이 광대한 도시 지역으로 바뀔 것이라고 예측했기 때문에 새로운 도시와 마을이 개발될 것이라고 주장했다. 1968년 논문에서 칸은 그의 대호 계획을 "남미의 경제적, 사회적 발전을 촉진하는 요인"이라고 불렀다. 칸은 또한 그의 "남미의 대호" 프로젝트의 일환으로 콜롬비아 정부가 운하, 인공 호수 및 강 준설 시스템을 구축하는 계획을 홍보하려고 했다. 칸의 계획은 브라질에서 이타마르티로 알려진 브라질 외무부의 강력한 반대에 부딪혔다. 그들은 그의 대호 계획을 아마존에 대한 미국의 신식민지 지배를 위한 계획으로 보았다. 1968년, 칸의 계획에 반대하는 이타마르티 외교관 한 명은 오토 폰 비스마르크의 "원하지 않거나 이용할 수 없는 국가의 손에 있는 천연자원은 자산이 되지 못하고 그것을 소유한 국가에 위협이 된다"는 발언을 인용했다. 브라질은 1964년부터 1985년까지 군사 독재 정권의 통치를 받았기 때문에 항의의 범위가 제한되었지만, 이러한 제한에도 불구하고 칸이 제안한 아마존 계획은 환경 운동 단체 CNNDA(영어: Companha Nacional para Defesa eo Desenvolvimento de Amazônia - National Campaign for the Defense and Development of the Amazon)은 브라질 최초의 환경 운동 단체 중 하나이다. CNNDA는 환경 운동가, 과학자, 그리고 가장 중요한 것은 2차 세계 대전에서 이탈리아에서 싸운 브라질 원정군에서 복무했던 여러 은퇴 장교를 모아 CNNDA에 일정 수준의 보호를 제공했다. CNNDA의 회장은 1964년부터 1967년까지 아마조나스 주지사를 지낸 보수 역사가인 Arthur Cesar Ferreira Reis였다. 1969년에 Reis의 책 A Amazônia Brasileira ea Cobiça Internacional(브라질 아마존과 국제적 탐욕)이 출판되었다. A Amazônia Brasileira ea Cobiça Internacional에서 Reis는 브라질에서 아마존을 빼앗기 위한 위장된 방법으로 아마조니아에 대한 칸의 계획을 공격했다.
칸은 1970년에 《떠오르는 일본의 초강대국》이라는 책을 출판했는데, 그 책에서 그는 일본이 소련과 미국과 대등하게 세계에서 큰 역할을 할 것이라고 주장했다. 그는 책에서 일본이 핵무기 획득을 추구할 것이며 1990년까지 1인당 소득에서 미국을 앞지르고 2000년까지는 국민총생산에서 미국에 맞먹을 가능성이 있다고 주장했다. 1970년대 중반, 한국의 1인당 GDP가 세계에서 가장 낮은 수준이었을 때, 칸은 한국이 2000년까지 세계에서 가장 강력한 10대 국가 중 하나가 될 것이라고 예측했다. 1973-1974년 아랍의 "석유 충격"이 대공황 이후 가장 큰 불황에 세계 경제를 몰아넣었을 때, 칸은 북미가 격동의 중동으로부터 "에너지 독립"이 필요하다고 주장했고 1973년 11월 캐나다 내각에 아타바스카 오일샌드 개발을 위한 계획을 제시했다. 칸의 계획은 캐나다가 아타바스카 오일샌드를 미국, 유럽, 일본 기업 컨소시엄에 넘겨주고, 이 컨소시엄이 "전시" 기준으로 오일샌드를 개발하고 개발할 수 있도록 허용하고, 노동력은 한국인 임시 노동자로 구성되도록 하는 것이었다. 칸은 북미가 "에너지 독립"을 이룰 만큼 충분한 석유를 공급할 수 있을 정도로 아타바스카 오일샌드를 개발하려면 200억 달러가 들 것이라고 말했다. 칸은 피에르 트뤼도 정부의 공급 장관인 장피에르 고이어에게 큰 감명을 주었고, 그는 칸의 계획을 강력히 지지했지만, 내각의 나머지 구성원들은 칸의 계획에 무관심했다.
칸은 생애 마지막 해인 1983년에 저서 『다가오는 호황: 경제적, 정치적, 사회적 호황』에서 로널드 레이건의 정치적 의제를 긍정적으로 평가했고, 조너선 셸의 핵전쟁의 장기적 영향에 대한 주장을 노골적으로 비웃었다. 그해 7월 7일, 그는 61세의 나이로 뇌졸중으로 사망했다.

## 개인 생활
그의 아내는 로잘리 "제인" 칸이었다. 그와 제인은 데이비드와 데비라는 두 자녀를 두었다.

## 문화적 영향
영어 : John von Neumann, Edward Teller 및 Wernher von Braun과 함께 Kahn은 1964년에 개봉된 Stanley Kubrick의 동명 영화에서 "Dr. Strangelove"라는 캐릭터에 영감을 주었다. Kubrick은 Kahn의 책 On Thermonuclear War를 읽은 후 그와 서신을 주고받았고, 이는 Kubrick과 Kahn 사이에 직접 대화로 이어졌다. 영화에서 Dr. Strangelove는 RAND Corporation의 패러디인 "BLAND Corporation"의 Doomsday Machine에 대한 보고서를 언급한다. Kahn은 Kubrick에게 핵 공격이 발생할 경우 전체 지구를 즉시 파괴하는 장치인 "Doomsday Machine"에 대한 아이디어를 주었다. 무기의 이름과 개념은 모두 On Thermonuclear War의 텍스트에서 따왔다. 루이스 메난드(Louis Menand)는 "칸(Kahn)의 책에서 종말의 기계(Doomsday Machine)는 군사적 사고방식에 호소하는 억제력의 한 예이지만 위험할 정도로 불안정을 초래한다. 국가는 자살적이지 않기 때문에 그 유일한 용도는 위협이다."라고 말한다.
Kahn은 또한 1964년 영화 Fail Safe에서 Groeteschele 교수(Walter Matthau) 캐릭터에 영감을 주었다.

## 출판물
물리학과 통계학 외에 칸이 쓴 작품에는 다음과 같은 것들이 있다.
- 1960. 열핵전쟁에 관하여 . 프린스턴 대학교 출판부. ISBN  0-313-20060-2
- 1962. 상상할 수 없는 것에 대한 생각 . 호라이즌 프레스.
- 1965. 에스컬레이션에 관하여: 은유와 시나리오 . 프레거. ISBN 1-41283004-4
- 1967. 2000년: 향후 33년을 예측하는 틀 . 맥밀런. ISBN 0-02-560440-6 . 앤서니 위너 공저.
- 1968. 베트남에서 이길 수 있을까? 프레이거. 칸 외 4명의 저자: 레이먼드 D. 가스틸; 윌리엄 파프; 에드먼드 스틸먼; 프랭크 E. 암브루스터
- 1970. 신흥 일본 초강대국: 도전과 대응 . 프렌티스 홀. ISBN 0-13-274670-0
- 1971. 『일본의 도전: 경제적 성공의 성공과 실패』 . 모로우, 앙드레 도이치. ISBN 0-688-08710-8
- 1972. 다가올 일들: 70년대와 80년대에 대한 고찰 . 맥밀런. ISBN 0-02-560470-8 . B. 브루스-브릭스 공저.
- 1973. 허먼 칸의 의식: 1인 싱크탱크의 거대 사상 . 뉴 아메리칸 라이브러리. 제롬 에이글 선정 및 편집.
- 1974. 기업의 미래 . 메이슨 & 립스콤. ISBN 0-88405-009-2
- 1976. 다음 200년: 미국과 세계를 위한 시나리오 . 모로우. ISBN 0-688-08029-4
- 1979. 세계 경제 개발: 1979년과 그 이후 . 윌리엄 모로우; 크룸 헬름. ISBN 0-688-03479-9 . 제프리 홀렌더, 존 A. 홀렌더 공저.
- 1981. 『그녀가 옳을까? 호주의 미래』 . 퀸즐랜드 대학교 출판부. ISBN 0-7022-1569-4 . 토마스 페퍼 공저.
- 1983. 다가오는 호황: 경제적, 정치적, 사회적 호황 . 사이먼 & 슈스터; 허친슨. ISBN 0-671-49265-9
- 1984. 1980년대의 상상할 수 없는 것에 대해 생각하다 . 뉴욕: 사이먼 앤 슈스터. ISBN 0-671-47544-4
- 전쟁, 억제 및 군비 통제의 본질과 실현 가능성 (중앙 핵전쟁 단행본 시리즈), (허드슨 연구소)
- 1975~2000년의 다소 낙관적인 세계적 맥락 (허드슨 연구소)
- 성장의 사회적 한계: "점진적인 정체" 대 "자연스럽고 불가피한" (HPS 논문)
- 미국의 새로운 종류의 계급 투쟁? (기업환경프로그램 연구 보고서)

RAND Corporation 에서 출판한 Kahn 관련 연구 :
- 전쟁과 억제의 본질과 실현 가능성 , RAND Corporation 논문 P-1888-RC, 1960
- 초기 비군사적 방어 역량 구축 및 장기 프로그램 시작을 위한 몇 가지 구체적인 제안 , RAND Corporation 연구 메모 RM-2206-RC, 1958
- (Herman Kahn이 이끄는 팀) 비군사적 방어에 대한 연구 보고서 , RAND Corporation 보고서 R-322-RC, 1958
- Herman Kahn과 Irwin Mann , War Gaming , RAND Corporation 논문 P-1167, 1957
- Herman Kahn과 Irwin Mann, 10가지 흔한 함정 , RAND 연구 메모 RM-1937-PR, 1957
- Herman Kahn, 확률론적(몬테카를로) 감쇠 분석 , 캘리포니아주 산타모니카, RAND Corp., 1949

## 같이 보기
- 억제 이론
- 핵 삼원체